# Google Custom Search
O Google Co-op é um serviço oferecido pelo Google no qual usuários, que podem ser pessoas ou empresas, marcam websites relevantes para suas áreas de conhecimento, ou criar links especializados dos quais os usuários podem participar.

## Funcionamento
Um colaborador pode adicionar links e classificar estes links. Qualquer pessoa pode "assinar" esse colaborador. Então quando a pessoa fizer uma busca, os resultados do colaborador aparecerão primeiro.
Por exemplo, se a Wikipedia fosse um colaborador, toda vez que você buscasse, no Google, Judaísmo apareceriam primeiro alguns links sobre web Judaísmo da Wikipedia, depois os resultados do Google.